# Sadova, Dolj
Sadova là một xã thuộc hạt Dolj, România. Dân số thời điểm năm 2002 là 8375 người.